# Lieven de Key
Lieven de Key (Gent, circa 1560 – Haarlem, 17 juli 1627) was een der belangrijkste bouwmeesters van de Hollandse renaissance.
Hij kwam oorspronkelijk uit Gent en werd in 1593 benoemd tot stadssteenhouwer van Haarlem. Hij was een van de circa 15.000 emigranten uit de Zuidelijke Nederlanden die naar het noorden vluchtten, toen in 1584 de hertog van Parma eerstgenoemd gebied heroverde voor het katholieke Spanje.
De Key maakte nog veel gebruik van ornamentatie. Een mooi voorbeeld hiervan is de Vleeshal in Haarlem. De hal zit vol renaissancedecoraties, zoals details in natuursteen, spitse obelisken en driehoekige of halfronde frontons als bekroning van de trapgevels.
De Key bouwde ook buiten Haarlem en was onder meer verantwoordelijk voor het stadhuis van Leiden.

## Werken in Haarlem
- de voorgevel van het stadhuis (1597)
- de Waag (1598)
- de Vleeshal (1602-1603)

## Werken in Leiden
- de voorgevel van het stadhuis (1596)
- het Gemeenlandshuis van Rijnland (1596)
- de Stadstimmerwerf in Leiden (1612)